# Metacnephia olyutorii
Metacnephia olyutorii är en tvåvingeart som beskrevs av Yankovsky 2000. Metacnephia olyutorii ingår i släktet Metacnephia och familjen knott. Inga underarter finns listade i Catalogue of Life.